# ماریانو تانسینی
ماریانو تانسینی (به ایتالیایی: Mariano Tansini) بازیکن فوتبال و اهل ایتالیا است که از سال ۱۹۲۶ میلادی عضو تیم ملی فوتبال ایتالیا بوده و در ۲ بازی ملی حضور داشته‌است. او در بازی‌های ملی‌اش گلی به ثمر نرساند.
ماریانو تانسینی آخرین بازی ملی خود را در سال ۱۹۲۶ میلادی انجام داد.